# Suter MMX
La Suter MMX è una motocicletta da competizione con telaio disegnato dalla Suter Racing Technology. Nel 2011, a seguito di sviluppi e rivisitazioni, prende il nome di Suter MMXI.

## Il contesto
Con questo modello l'azienda svizzera di proprietà di Eskil Suter fornisce alcune squadre partecipanti alla classe Moto2 del motomondiale.
Come da regolamento della classe Moto2, monta un propulsore fornito dalla Honda derivato dalla CBR600RR.
Collaudata nel corso dell'anno 2009, ha debuttato nel motomondiale in occasione della prima gara assoluta della Moto2, il Gran Premio motociclistico del Qatar 2010, ottenendo la vittoria già all'esordio con Shōya Tomizawa alla guida.
Altri successi sono stati colti in Gran Bretagna, Malesia e Portogallo rispettivamente con Jules Cluzel, Roberto Rolfo e Stefan Bradl.
Per quanto il titolo iridato piloti sia stato ottenuto da Toni Elías su Moriwaki, la Suter si è aggiudicata il titolo riservato ai costruttori grazie al piazzamento sul podio di suoi piloti in 14 occasioni su 17.
Nel motomondiale 2011 la situazione si è praticamente ripetuta con il titolo iridato piloti andato a Stefan Bradl su Kalex ma il titolo costruttori andato alla Suter con i piloti equipaggiati dalla MMX che si sono imposti in 11 occasioni (7 successi per Marc Márquez, 3 per Andrea Iannone e 1 per Thomas Lüthi).
Primo titolo piloti per questa moto nel 2012, con il pilota spagnolo Marc Márquez del team CatalunyaCaixa Repsol, che realizza in stagione nove vittorie e quattordici posizionamenti a podio nei diciassette GP corsi. Nella classifica riservata ai costruttori la Suter si conferma per la terza volta campione mondiale (in tre anni di vita di questa classe), portando in tutti i GP una propria moto nelle prime tre posizioni, conquistando dieci vittorie.